# Mimudea nebulalis
Mimudea nebulalis là một loài bướm đêm trong họ Crambidae.